# Sick of Life
"Sick of Life" é uma música da banda de hard rock Godsmack. Ela foi lançada no segundo álbum da banda, Awake. Ela é melhor conhecida por ser usada na série de comerciais "Accelerate Your Life", da Marinha dos Estados Unidos.
A música foi escrita durante a turnê referente ao primeiro álbum de mesmo nome da banda. Ela foi feita para mostrar a posição da banda quanto à guerra, no qual lamentam o fato dos jovens serem obrigados a lutar por um problema que não é deles.